# Amietia vertebralis
Amietia vertebralis е вид жаба от семейство Pyxicephalidae. Видът е почти застрашен от изчезване.

## Разпространение
Разпространен е в Лесото и Южна Африка (Квазулу-Натал и Фрайстат).